# St. Mariä Himmelfahrt (Ilișești)

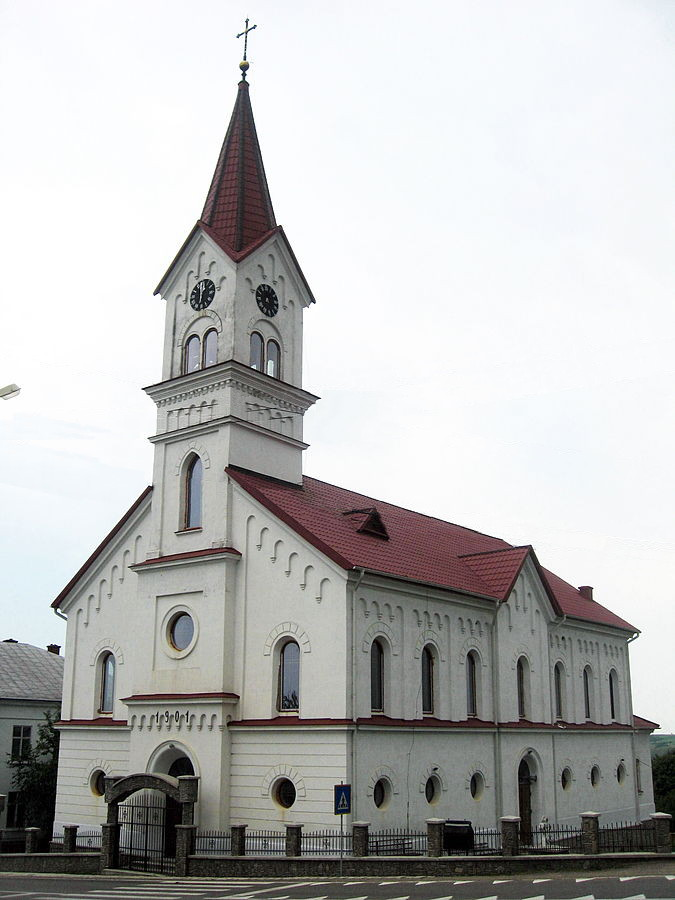
Ehem. Lutherische Kirche Ilișești

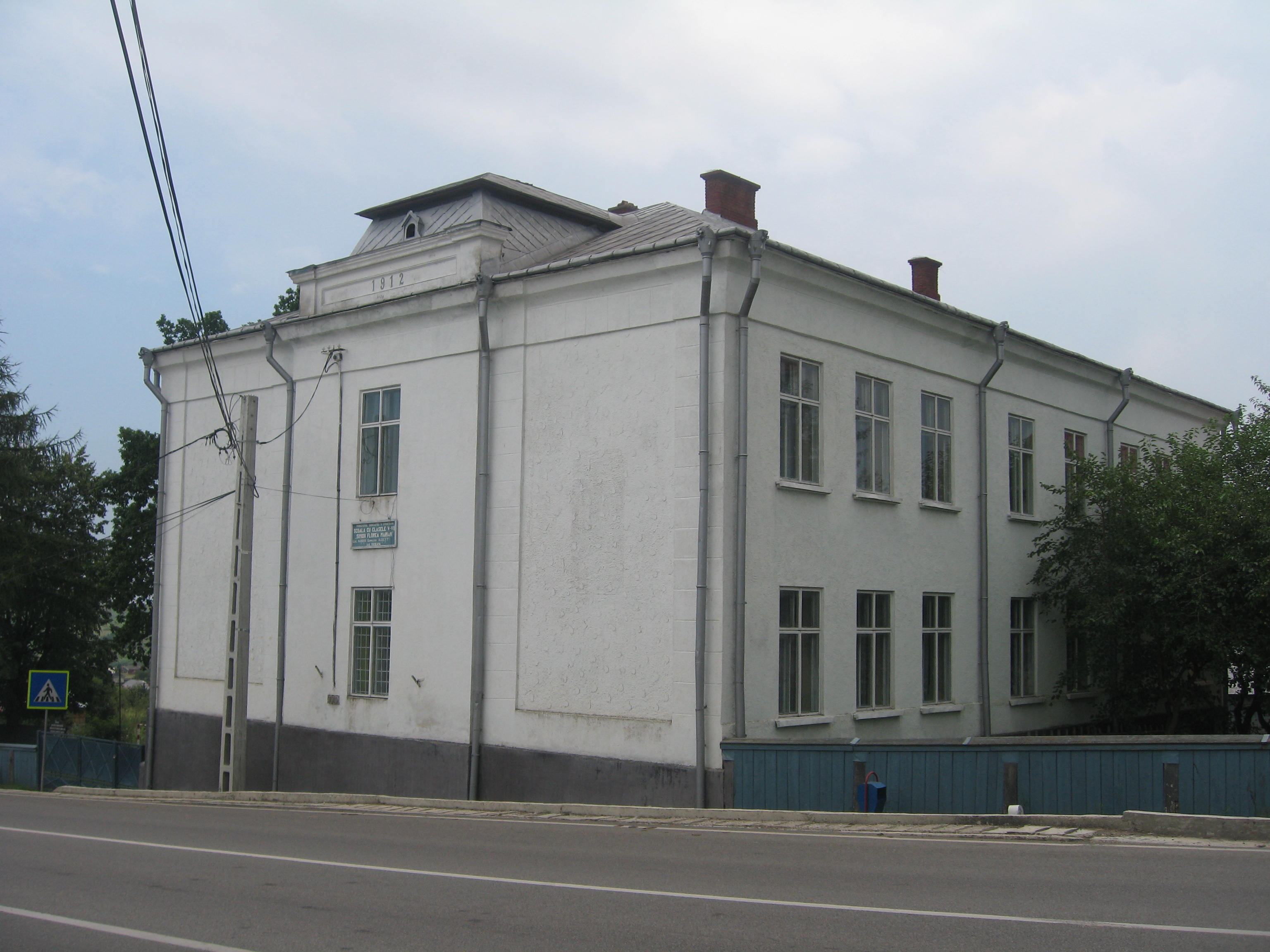
Schulgebäude

Die Kirche St. Mariä Himmelfahrt (rumänisch Biserica Adormirea Maicii Domnului) ist die ehemals evangelische, heute orthodoxe Kirche von Ilișești, einer Gemeinde im rumänischen Kreis Suceava.

## Geschichte
Im Rahmen der Josephinischen Kolonisation der 1775 dem Habsburgerreich eingegliederten Bukowina siedelten sich 1787 zwölf deutsche Familien aus der Pfalz in Ilișești an. Das 1803 errichtete evangelische Bethaus mit Schule  wurde 1845 durch einen ersten Kirchenbau ersetzt. 1859 wurde das Evangelische Dekanat Ilișești gegründet, dessen Pfarrer Franz Samuel Traugott Gorgon die Gemeinde bis zu seinem Tod 1900 leitete. Auf seine Initiative hin erfolgte ein Kirchenneubau, der im Jahre 1901 eingeweiht wurde, in unmittelbarer Nachbarschaft entstand 1912 die neue evangelische Schule. 1940 wurde im Rahmen der nationalsozialistischen Umsiedlungspolitik („Heim ins Reich“) die deutschsprachige Bevölkerung umgesiedelt und die evangelische Kirchengemeinde aufgelöst, deren ungenutzte Kirche in der Folgezeit verfiel. 1986 wurde die Kirche seitens der orthodoxen Kirchengemeinde übernommen, deren um 1710 gegründeter historischer Kirchenbau wegen akuter Einsturzgefahr geschlossen worden war. 1990 wurde das Kirchengebäude auf das Patrozinium der alten Gemeindekirche geweiht.

## Architektur
Die ehemalige lutherische Kirche ist eine in den Formen des Rundbogenstil errichtete Saalkirche mit eingezogenem Turmbau und halbrund geschlossenem Altarhaus mit seitlich angefügten Sakristeien. Die Seitenportale sind durch mittig gesetzte Risalite betont, die Wandgliederung erfolgt durch Lisenen und Rundbogenfries. Der Kirchenraum ist durch Emporen gegliedert. In dem quadratischen Turmfeld über dem Eingang der Kirche befand sich ursprünglich die Anfangszeile des Lutherliedes Ein feste Burg ist unser Gott, darunter ist das Baudatum „1901“ angebracht.